# Umělecké dílo
Umělecké dílo je člověkem záměrně vytvořený objekt, jehož primární (ne nutně jedinou) funkcí je funkce estetická, tj. funkce budit estetickou libost a vytrhávat vnímatele (recipienta) z automatizovaného chápání skutečnosti, aniž by dílo samo nutně plnilo nějaké další, pragmatické funkce (naučnou, zábavní, ekonomickou).
Umělecké dílo je velmi široký pojem: zahrnuje díla literární, výtvarná, hudební, sochařská, dramatická, filmová atd. Podle uměleckého druhu, do něhož dané umělecké dílo patří, a podle média, které využívá, a smyslů, na něž působí, můžeme odlišovat např. audiovizuální dílo, které zaměstnává lidský zrak i sluch (film nebo videoklip), vizuální dílo (např. obraz), audiální dílo (píseň) atd.
Umělecké dílo má vždy dvojí charakter: má určitou formu (výraz) a smysl (význam); zatímco forma je do velké míry apriori dána, smysl (význam) uměleckého díla vzniká spíše až v aktu recepce: každý vnímatel vnímá umělecké dílo jinak (tzv. konkretizace).
Podstatným kritériem uměleckého díla je v první řadě záměrnost (nebylo vytvořeno náhodou – některé proudy teorie umění dokonce mluví o tzv. autorském záměru, intentio auctoris); dílo bylo vytvořeno člověkem jako smysly vnímatelný objekt – v teorii umění se tento objekt také nazývá artefakt (v opozici k tzv. estetickému objektu, tedy vjemu, pro nějž je artefakt výchozím bodem).
Dále je podstatná jeho autonomie: umělecké dílo není definovatelné žádným účelovým (pragmatickým) užitím, zároveň však systémově některé pragmatické – zvl. sociální – funkce plní (často např. posilují národní identitu, stmelují určitý kolektiv atd.).
Pro umělecké dílo je typická určitá forma (umělecká forma), není však rozhodující. Umělecká forma je dána estetickou normou, a je tudíž relativní (co určitá epocha považuje za uměleckou formu, jiná epocha za uměleckou nepovažuje). „Uměleckou formu“ může mít také kýč či brak, a naopak nová díla, revoltující a revoluční, se jakékoli tradiční umělecké formě programově vyhýbají – tím ovšem spíš jen vytvářejí estetickou formu novou.